# Ursula Jost
Ursula Jost (* um 1500; † vor 1539 in Straßburg) war eine Visionärin der Täuferbewegung.

## Leben

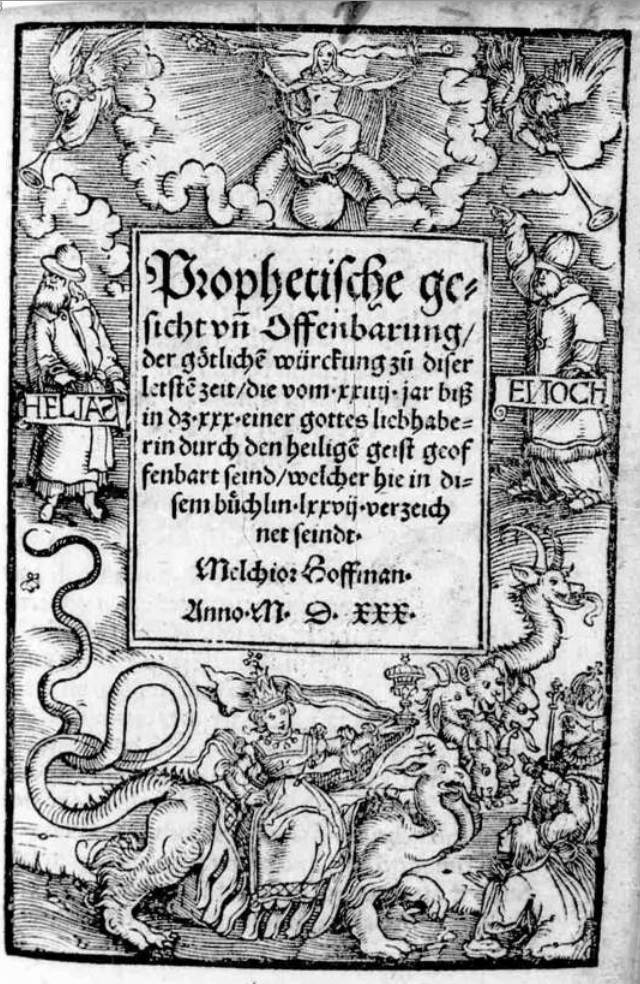
Melchior Hofmanns Schrift über die Visionen Ursula Josts: Prophetische Gesicht unn Offenbarung [...] (1530)

Melchior Hofmann gab 1530 in Straßburg ein Buch mit 77 Visionen einer anonymen „Gottesliebhaberin“ heraus. Aus dieser Schrift geht hervor, dass der Ehemann der Visionärin gerade aus der Haft entlassen worden war und bereits vor ihr eigene Visionen empfing. Im Nachwort kündigte Hofmann an, dass ein Buch mit den Visionen des Ehemanns in Kürze erscheinen werde; dies zusammen mit einer Erwähnung durch Martin Bucer (1533) identifiziert den Ehemann als Lienhard Jost. Hofmann musste sich am 23. April 1530 vor dem Straßburger Stadtrat verantworten, unter anderem weil er die Visionen einer Frau in Buchform veröffentlicht hatte. Auch die Buchdrucker Balthasar Beck und Christian Egenolff wurden verhaftet und befragt, gaben aber an, die (namenlose) Frau gar nicht zu kennen. 1532 jedoch ließ Hoffmann eine Vision aus dem Buch von 1530 erneut drucken und gab an, sie stamme von der „Prophetin Ursula, Ehefrau des Propheten Lienhard Jost von Straßburg.“ In den Akten der Straßburger Synode 1533 ist erneut von „Ursula, der Prophetin von Straßburg“ die Rede.
Ursulas Ehemann Lienhard Jost war ein Tagelöhner und Holzfäller. Er stammte aus dem Dorf Illkirch nahe Straßburg. Das Ehepaar lebte in der Krutenau nahe dem Straßburger Metzgertor, im Pfarrbezirk der Stephanuskirche. 1539 wird eine Agnes als Ehefrau des Lienhard Jost bezeichnet, so dass Ursula zu diesem Zeitpunkt offenbar bereits verstorben war. 1543 wird eine Tochter von Ursula und Lienhard Jost erwähnt, Elisabeth (Elsa), die vor kurzem geheiratet hatte. Lienhard lebte noch 1549.
Bei Ursula Josts Visionen bleibt unsicher, wie stark Hofmann sie bei der Niederschrift überarbeitete. Sie hatten einen apokalyptischen Charakter und stellten die Ereignisse von 1524 bis 1530 in einen großen Geschichtsplan Gottes: den Zehnten, der auf den Bauern lastete, die Katastrophe des Bauernkrieges, den Kontrollverlust der Papstkirche über viele Städte, die Verfolgung religiöser Minderheiten. Das Gottesbild der Visionen ist das eines zornigen Richters, der die Geschichte souverän lenkt. Deshalb macht es für die Visionärin Sinn, Geduld zu haben und auszuharren, denn am Ende werde Gott sein erwähltes Volk retten. Mit ihren Visionen standen Lienhard und Ursula Jost in einer vorreformatorischen mystisch-spirituellen Tradition. Hofmann glich sie sprachlich der Johannesoffenbarung an und war auch der Meinung, durch das Ehepaar Jost spreche Gott in seiner Gegenwart ebenso wie seinerzeit durch den Seher Johannes im Urchristentum. Zugleich verstand sich Hofmann als Interpret dieser Visionen und vertrat fortan ein apokalyptisches Geschichtsbild: „Geführt von der Reichsstadt Straßburg und unter maßgeblicher Beteiligung der Täufer … werde bald ein theokratisches Gemeinwesen, eine irdische Herrschaft der Heiligen entstehen.“